# Maurice Ravel
För andra betydelser, se Ravel (olika betydelser).

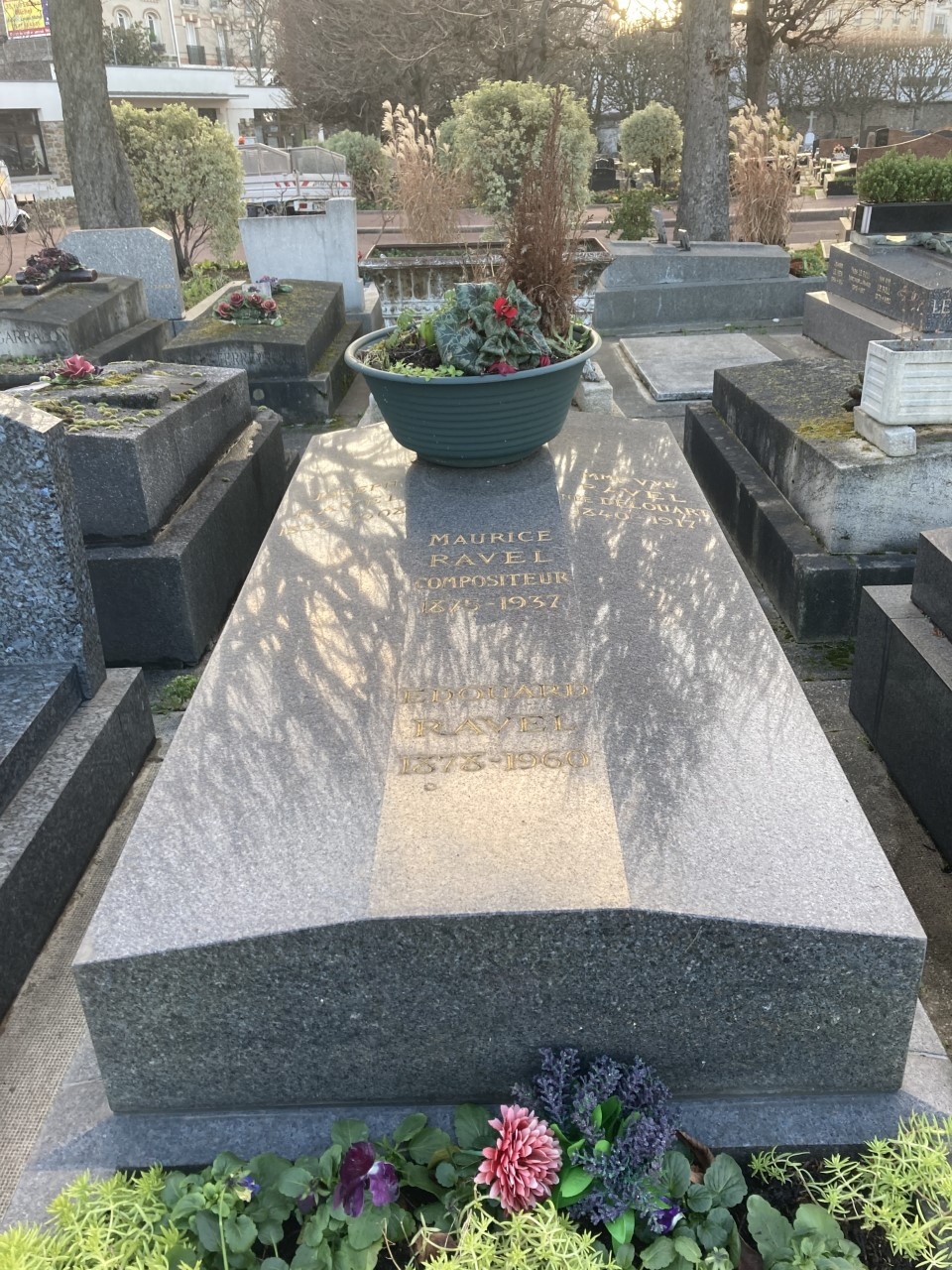
Grav.

Maurice Ravel, född 7 mars 1875 i Ciboure, Pyrénées-Atlantiques, död 28 december 1937 i Paris, var en fransk tonsättare. Fadern var ingenjör och uppfinnare från Schweiz och modern var från Baskien.

## Biografi
Ravel började att studera pianospel i Paris som 14-åring, efter att som 12-åring med sin familj ha flyttat från Ciboure i Pyrenéerna. Under sin tidiga barndom torde han ha fått intryck från den spanska folkmusik som spelades i hans hemort. Den spanska inspirationen hörs bland annat i verken Rapsodie espagnole, L'heure espagnole (Señorans visittimme) och Boléro.
Efter förberedande studier i pianospel, harmonilära och komposition blev han antagen som student vid konservatoriet och hade som lärare bland andra Gabriel Fauré. Han anses redan i 20-årsåldern ha skaffat sig en personlig och originell stil, som bland annat innehöll harmonier som inte ansågs helt renläriga.
Som sviter efter en bilolycka fick Ravel en nervsjukdom, Picks sjukdom, som aldrig blev bättre och som tidvis bröt ned honom totalt och var anledningen till hans död.

## Utmärkelser
Asteroiden 4727 Ravel är uppkallad efter honom.

## Kuriosa
Den ryske tonsättaren Igor Stravinskij kallade vid ett tillfälle Ravel för ”den schweiziske urmakaren” med hänvisning till Ravels noggrannhet.

## Kända verk
- Pianomusik

- - 1897 Pavane pour une infante défunte – Pavane för en död prinsessa (för orkester 1910)
  - 1901 Jeux d'eau - Vattenlek
  - 1904-05 Miroirs - Speglar
  - 1908 Gaspard de la nuit – Nattens fantom
  - 1908-10 Ma mère l'oye – Gåsmors sagor
  - 1911 Valses nobles et sentimentales – Ädla och sentimentala valser
  - 1917 Le tombeau de Couperin – Couperins grav

- Kammarmusik
  - 1903 Stråkkvartett i F-dur
  - 1914 Pianotrio i a-moll
  - 1924 Tzigane, rapsodi för violin och piano
- Orkesterverk
  - 1907 Rapsodie espagnole – Spansk rapsodi
  - 1922 Omarbetning av Musorgskijs Tavlor på en utställning för orkester
  - 1928 Boléro
  - 1931 Pianokonsert i G-dur
  - 1931 Pianokonsert i D-dur för vänster hand
- Balettmusik
  - 1911 Daphnis et Chloé
- Opera
  - 1907 Señorans visittimme - (L'heure espagnole)
  - 1920-25 Barnet och spökerierna - (L'enfant et les sortilèges)
- Sånger
  - 1903 Shéhérazade